# Malesherbia humilis
Malesherbia humilis är en passionsblomsväxtart som beskrevs av Eduard Friedrich Poeppig. Malesherbia humilis ingår i släktet Malesherbia och familjen passionsblomsväxter.

## Underarter
Arten delas in i följande underarter:
- M. h. gabrielae
- M. h. parviflora
- M. h. propinqua
- M. h. taltalina